# Бінгемтон
Бінгемтон (англ. Binghamton) — місто (англ. city) в США, в окрузі Брум у південній частині штату Нью-Йорк. Населення — 47 969 осіб (2020). Місто розташоване неподалік від кордону штату Пенсільванія, у чашоподібній долині на злитті річок Саскуеганна і Ченанго.
Бінгемтон є центром округу Брум і є головним містом і культурним центром метрополійної території Великого Бінгемтона (також відомої як Triple Cities), де проживає чверть мільйона чоловік. За даними перепису 2000 року у цій метрополійній території проживає більш ніж 5000 осіб, які повністю або наполовину мають українське походження.
Тут розташований Бінгемтонський університет, державний дослідницький університет штату Нью-Йорк, один із чотирьох університетських центрів у системі Університету штату Нью-Йорк.

## Географія
Бінгемтон розташований за координатами 42°6′5″ пн. ш. 75°54′34″ зх. д. / 42.10139° пн. ш. 75.90944° зх. д. (42.101331, -75.909369). За даними Бюро перепису населення США в 2010 році місто мало площу 28,84 км², з яких 27,17 км² — суходіл та 1,67 км² — водойми.

### Клімат
| Клімат : Бінгемтон                                  | Клімат : Бінгемтон | Клімат : Бінгемтон | Клімат : Бінгемтон | Клімат : Бінгемтон | Клімат : Бінгемтон | Клімат : Бінгемтон | Клімат : Бінгемтон | Клімат : Бінгемтон | Клімат : Бінгемтон | Клімат : Бінгемтон | Клімат : Бінгемтон | Клімат : Бінгемтон | Клімат : Бінгемтон |
| Показник                                            | Січ.               | Лют.               | Бер.               | Квіт.              | Трав.              | Черв.              | Лип.               | Серп.              | Вер.               | Жовт.              | Лист.              | Груд.              | Рік                |
| Абсолютний максимум, °C                             | 17,2               | 21,1               | 27,8               | 31,7               | 31,7               | 34,4               | 36,7               | 35,0               | 35,6               | 29,4               | 25,0               | 18,3               | 36,7               |
| Середній максимум, °C                               | −1,8               | 0,1                | 5,1                | 12,3               | 18,6               | 23,2               | 25,4               | 24,7               | 20,2               | 13,8               | 7,3                | 0,7                | 12,5               |
| Середній мінімум, °C                                | −9,1               | −8,1               | −4,1               | 2,2                | 7,8                | 12,9               | 15,3               | 14,6               | 10,4               | 4,5                | −0,3               | −6                 | 3,4                |
| Абсолютний мінімум, °C                              | −28,9              | −27,8              | −21,7              | −12,8              | −3,9               | 0,6                | 3,9                | 2,8                | −3,9               | −8,3               | −17,8              | −27,8              | −28,9              |
| Середня кількість сонячних годин на місяць          | 113,0              | 125,9              | 172,5              | 205,1              | 252,4              | 274,6              | 295,3              | 256,8              | 202,0              | 162,5              | 92,9               | 79,7               | 2232               |
| Норма опадів, мм                                    | 62                 | 59                 | 76                 | 87                 | 91                 | 109                | 94                 | 88                 | 92                 | 85                 | 84                 | 72                 | 998                |
| Днів з опадами                                      | 15,7               | 13,1               | 14,6               | 13,4               | 13,7               | 12,6               | 11,8               | 10,6               | 11,1               | 12,5               | 14,6               | 15,5               | 159,2              |
| Днів зі снігом                                      | 16,9               | 13,3               | 10,4               | 3,4                | 0,2                | 0                  | 0                  | 0                  | 0                  | 0,9                | 6,0                | 13,4               | 64,5               |
| Вологість повітря, %                                | 74.0               | 72.4               | 69.3               | 64.9               | 67.0               | 72.0               | 72.0               | 75.4               | 78.1               | 73.8               | 76.4               | 78.4               | 72.8               |
| --------------------------------------------------- | ------------------ | ------------------ | ------------------ | ------------------ | ------------------ | ------------------ | ------------------ | ------------------ | ------------------ | ------------------ | ------------------ | ------------------ | ------------------ |
| Джерело: NOAA (relative humidity and sun 1961–1990) |                    |                    |                    |                    |                    |                    |                    |                    |                    |                    |                    |                    |                    |

## Демографія
Згідно з переписом 2010 року, у місті мешкало 47 376 осіб у 21 150 домогосподарствах у складі 9986 родин. Густота населення становила 1643 особи/км². Було 23842 помешкання (827/км²).
Расовий склад населення:
| - 77,6 % — білих - 11,4 % — чорних або афроамериканців - 4,2 % — азіатів - 0,3 % — корінних американців - 2,0 % — осіб інших рас |

До двох чи більше рас належало 4,4 %. Частка іспаномовних становила 6,4 % від усіх жителів.
За віковим діапазоном населення розподілялося таким чином: 19,9 % — особи молодші 18 років, 64,8 % — особи у віці 18—64 років, 15,3 % — особи у віці 65 років та старші. Медіана віку мешканця становила 35,8 року. На 100 осіб жіночої статі у місті припадало 96,1 чоловіків; на 100 жінок у віці від 18 років та старших — 93,7 чоловіків також старших 18 років.
Середній дохід на одне домашнє господарство становив 48 530 доларів США (медіана — 31 103), а середній дохід на одну сім'ю — 59 548 доларів (медіана — 45 518). Медіана доходів становила 38 422 долари для чоловіків та 36 079 доларів для жінок. За межею бідності перебувало 33,3 % осіб, у тому числі 49,4 % дітей у віці до 18 років та 12,8 % осіб у віці 65 років та старших.
Цивільне працевлаштоване населення становило 18 469 осіб. Основні галузі зайнятості: освіта, охорона здоров'я та соціальна допомога — 32,0 %, мистецтво, розваги та відпочинок — 13,5 %, роздрібна торгівля — 12,1 %.